# Kannawurf
Kannawurf è una frazione del comune tedesco di Kindelbrück.

## Storia
Il 1º gennaio 2019 il comune di Kannawurf venne soppresso e aggregato alla città di Kindelbrück.